# مارغريت من بافاريا
مارغريت البافارية (بالألمانية: Margarete von Bayern)‏ (1363 - 23 يناير 1423؛ ديجون) هي الطفل الخامسة لـ ألبرت، دوق بافاريا-شتراوبينغ وهينو وهولندا وزيلندا ولورد فريزيا وزوجته مارغريت من بريخ، تزوجت من جان الشجاع دوق برغونية وكونت فلاندرز وبرغونية وأرتوا، شغلت الوصاية أثناء غياب زوجها بين عامي 1409 في البلدان المنخفضة البرغونية، وأيضا أثناء غياب ابنها فيليب الطيب بين 1419-1423، أيضا اشتهرت بدفاعها عن المنطقة ضد جان الرابع، كونت أرمانياك في 1419.

## الأبناء
أنجبت مارغريت لـ جان ثمانية أبناء:-
- مارغريت (1393 - 2 فبراير 1441)؛ تزوجت من لويس، دوفين فرنسا ثم من آرثر، كونت ريتشموند.
- كاثرين (توفيت.1414).
- ماري (توفيت.30 أكتوبر 1463)؛ تزوجت من أدولف الأول، دوق كليفز.
- فيليب الطيب (1467-1396)؛ خلفه.
- إيزابيلا (توفيت.18 سبتمبر 1412)؛ تزوجت من أوليفر دي شاتيون-بلوا، كونت بينثفير.
- جوان (ولدت.1399)؛ وتوفيت هي صغيرة.
- آن (30 سبتمبر 1404 - 14 نوفمبر 1432)؛ تزوجت من جون، دوق بيدفورد.
- أغنيس (1407 - 1 ديسمبر 1476)؛ تزوجت من شارل الأول، دوق بوربون.